# Kendkhourd
Kendkhourd est un village d'Azerbaïdjan situé dans le raion de Khojavend. Elle compte 231 habitants en 2005.